# Nou Partit Comunista de Iugoslàvia
El Nou Partit Comunista de Iugoslàvia (NKPJ; Нова комунистичка партија Југославије) és un partit marxista-leninista fundat al 1990 als territoris de l'antiga Iugoslàvia, especialment a Sèrbia. El seu objectiu és la reunificació de Iugoslàvia com a estat comunista, malgrat són ferms crítics del titisme. Partit membre de la Iniciativa de Partits Comunistes i Obrers.

## Història

### Fundació i primers anys
El congrés fundacional del NPCI es va celebrar el 30 de juny de 1990 a Belgrad, a la sala de l'Associació d'Enginyers i Tècnics de Sèrbia, amb la participació de 265 delegats de totes les repúbliques de la RFS de Iugoslàvia. Els delegats presents, després del bloqueig del govern per adoptar el nom històric, van decidir que el partit s'anomenaria Nou Moviment Comunista de Iugoslàvia, que van mantenir fins al 1995, quan es va canviar per l'actual.
El mateix any van oposar-se als Acords de Dayton, apostant per l'annexió de la República Srpska. L'any 2000, fruit de la caiguda de Slobodan Milošević, van assenyalar els successos com a contrarevolucionaris, participant de protestes contra l'OTAN i el Tribunal de l'Haia organitzades pel Partit Radical Serbi durant l'estada de Vojislav Šešelj allà. Al 2008 donen suport al candidat Tomislav Nikolić en la segona volta de les presidencials.
Així mateix, al 2007 va boicotejar les eleccions parlamentàries de Sèrbia, per la seva posició que la llei electoral violava els principis democràtics fonamentals i la Declaració Universal dels Drets Humans. L'any 2010 el partit va ser finalment eliminat de la llista de partits registrats després de no tornar-se a registrar en virtut de la nova llei electoral, i expulsats de la seva seu central al 2011. Van poder registrar-se, però, com a associació tornant al Nou Moviment Comunista de Iugoslàvia.
A causa de l'eliminació de la llista de partits registrats, el Partit va decidir boicotejar les eleccions parlamentàries de 2014 així com totes les eleccions locals i no unir-se a cap coalició. Van interrompre diverses reunions d'altres partits polítics demanant el boicot a les eleccions i al·legant que eren il·legals.

### Actualitat
El març de 2020, el Partit va anunciar la seva participació a les eleccions parlamentàries de 2020, malgrat no van recollir les signatures necessàries. A finals de desembre de 2021, van anunciar la seva participació a les properes eleccions generals de 2022.
Les seves joventuts, la SKOJ, van ser els amfitrions de la Trobada d'Organitzacions Juvenils Comunistes (MECYO) de 2022, celebrada a Belgrad. Els delegats de 22 organitzacions juvenils comunistes van acordar una declaració que denunciava la repressió anticomunista a la Unió Europea, van reeditar la solidaritat amb els activistes comunistes ucraïnesos Mikhail i Aleksander Kononovich que van ser arrestats i detinguts com a presos polítics per la SBU acusats de "pro-russos", van denunciar "l'explotació capitalista i les guerres imperialistes" així com "l'ocupació de l'OTAN de Kosovo i Metohija"; després d'haver participat en una marxa de manifestants al centre de Belgrad corejant consignes anti-OTAN el dia abans.